# Палапус
Палапус (пол. Pałapus) — село в Польщі, у гміні Острув-Мазовецька Островського повіту Мазовецького воєводства.